# Otatea glauca
Otatea glauca es una especie fanerógama de la familia de las poáceas.

## Morfología
Rizomas paquimorfos con los culmos de 3 cm de diámetro y 8-12 m de altura. Entrenudos de 27 a 30 cm de largo, en plantas jóvenes presentan una coloración azul-blanquecina glauca. Los entrenudos son huecos. Cúlmeas 18-30 cm con cerdas auriculares presentes y de 2,5 a 11 mm de largo. Lámina de las cúlmeas decídua, adaxialmente pubescente. 3 ramas partiendo de cada nudo, iguales en forma y grosor. Láminas de las hojas rameales de 10-16 cm de largo y hasta 1 cm de ancho. Sinflorescencia de 4-9 cm. 
Es una de las especies de bambú descubiertas recientemente, se trata de un bambú que habita en la región del Soconusco en Chiapas. Es endémica a una sola población en ese estado y por lo tanto considerada con la categoría de Amenazada. De este – otate – silvestre no tenemos informes de alguna utilidad en la zona donde crece. De fácil propagación vegetativa está siendo cultivada en viveros de los Estados Unidos y de México. El descubrimiento de sus flores se llevó a cabo en el año 2002 en la localidad tipo, así como en un vivero de los Estados Unidos. Es sin duda uno de los bambúes nativos con más posibilidades para ser cultivado como ornamental, por lo atractivo de sus tallos y su presencia en general.

## Características distintivas
- La coloración glauca de sus culmos.
- La presencia de 3 ramas por nudo.

## Distribución mundial
- México: Endémica de Chiapas.

## Hábitat
- Selvas Bajas, hasta 1000 m s. n. m.